# Starhawk

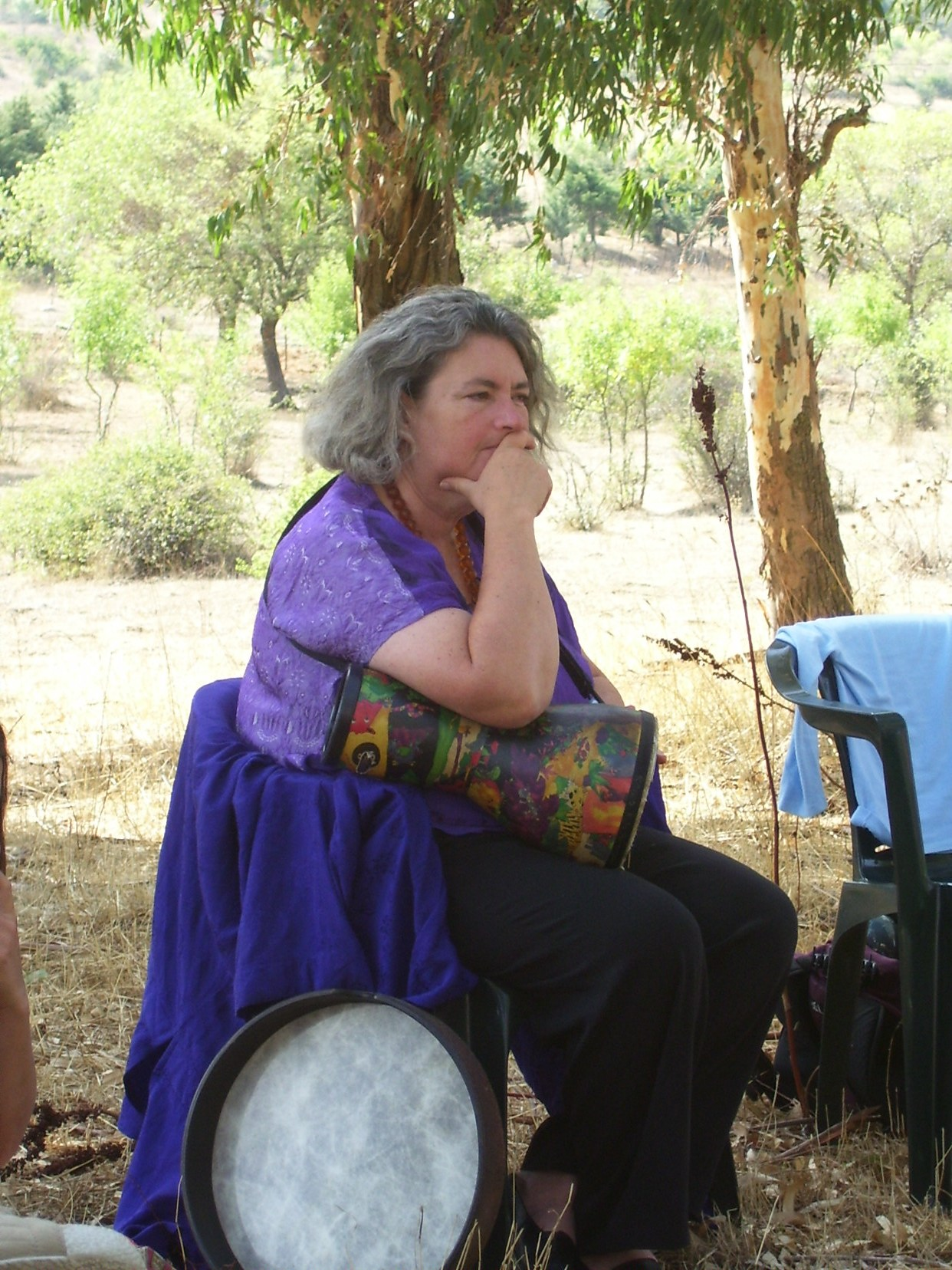
Starhawk

Starhawk föddes som Miriam Simos 17 juni 1951, i St. Paul, Minnesota i USA. Hon utbildades i allmän skola, där hon också regelbundet deltog i hebreiska studier. Hon säger att hennes judiska uppfostran är den som hon har att tacka för utvecklandet av religiöst och politiskt sunt förnuft. 1982 tog hon en magisterexamen i det feministiska terapiprogrammet på Antioch University West. Hon arbetade som psykoterapeut i San Francisco från 1983 till 1986, och undervisade på Antioch West och andra skolor i San Francisco Bay-området. Starhawk föreläste och undervisade präster, terapeuter och personlighetsutvecklingssökande i konsten att göra ritualer.
Hon är en framträdande röst inom den moderna jordbaserade spiritismen. Hon är författare och ekofeminist. Hon har skrivit ett otal böcker som inspirerat många till handling. Hennes böcker har översatts till spanska, franska, tyska, danska, holländska, italienska, portugisiska, polska, grekiska, japanska, och burmesiska. Starhawks författarskap har citerats av andra författare och inkluderats i oräkneliga antologier. Den numera klassiska The Spiral Dance har tryckts i nya upplagor i över 25 år och blivit reviderad två gånger. I boken presenterar hon en eklektisk blandning av teologi, feministisk teori, personlighetsutvecklande övningar, poesi och ritualer för att fira årshjulet. Starhawk presenterade också idéer som var centrala för hennes teologi. Enligt henne är Gudinnan immanent i världen. Alla ting är sammankopplade. Därför måste magi (konsten att förändra verkligheten) vara etisk och inkludera fokus på social rättvisa. Gudinnereligionen uppmanar samhället att omdefiniera manlighet och kvinnlighet och vända det försämrade livsklimatet på planeten till ett som befrämjar ett livsbekräftande klimat.
Starhawk är en av dem som inspirerat till att koppla samman den religiösa tron med ekologiskt tänkande och politisk medvetenhet. Hon är en av grundarna av The Reclaiming Community vilket är en grupp människor som arbetar med att koppla samman spiritism, eko-aktivism och politik.

## Böcker
- The Spiral Dance: A Rebirth of the Ancient Religion of the Great Goddess. ISBN 978-0-06-251632-9
- Dreaming the Dark: Magic, Sex, and Politics. ISBN 978-0-8070-1037-2
- Truth or Dare: Encounters with Power, Authority, and Mystery. ISBN 978-0-06-250816-4
- The Fifth Sacred Thing. ISBN 978-0-553-37380-6
- Walking to Mercury. ISBN 978-0-553-37839-9
- The Pagan Book of Living and Dying (Medförfattare: M. Macha NightMare och the Reclaiming Collective). ISBN 978-0-06-251516-2
- Circle Round: Raising Children in the Goddess Tradition (Medförfattare: Anne Hill och Diane Baker). ISBN 978-0-553-37805-4
- The Twelve Wild Swans: A Journey to the Realm of Magic, Healing, and Action. ISBN 978-0-06-251669-5
- Webs of Power: Notes from the Global Uprising. ISBN 978-0-86571-456-4
- The Earth Path: Grounding Your Spirit in the Rhythms of Nature. ISBN 978-0-06-000093-6